# Derna
Derna (Darnah) é uma cidade que atualmente tem 50 000 habitantes e é um porto no leste da Líbia.

## História
Em 1493, a cidade foi repovoada pelo fluxo de refugiados decorrente da vitória definitiva dos Reis Católicos sobre o Reino de Granada, que era o último bastião muçulmano na Península Ibérica. Foi um dos pontos de apoio dos Piratas da Barbária.
O almirante francês Gantheaume desembarcou na cidade em junho de 1800 em uma tentativa de reforçar à Napoleão no Egito, levando as tropas terrestres, mas foi repelida pela guarnição local.
Entre 27 de abril e 13 de maio de 1805, o o General William Eaton liderou cerca de uma dezena de americanos e 500 mercenários gregos, árabes e berberes) em uma ação americana contra os piratas que atuavam naquela região, na qual  marcharam 500 milhas através do deserto da Líbia e capturaram a cidade durante a Primeira Guerra Berbere.
Entre 24 e 30 de janeiro de 1941 a cidade foi palco de uma vitória do Exército Britânico contra tropas italianas no curso da Operação Compasso na Segunda Guerra Mundial, o principal ponto da resistência italiana era o Uádi de Derna.
Partes da cidade foram tomadas por militantes do Estado Islâmico em outubro de 2014. Em junho de 2015, o Conselho Shura dos Mujahideen em Derna derrotou o EI e tomou o controlo da cidade, tendo depois o Exército Nacional Líbio expulsado os Mujahideen na Batalha de Derna (2018–2019).
Em setembro de 2023, o ciclone mediterrânico Daniel terá causado centenas ou milhares de mortes em Derna.